# Calathea argyraea
Calathea argyraea är en strimbladsväxtart som beskrevs av Friedrich August Körnicke. Calathea argyraea ingår i släktet Calathea och familjen strimbladsväxter. Inga underarter finns listade.